# Caterina Vizzani
Caterina Vizzani (Roma, 1719 – Siena, 16 giugno 1743) è stata una donna italiana che negli ultimi otto anni della sua vita ha vestito da uomo, assumendo l'identità di Giovanni Bordoni. La vicenda suscitò un certo scalpore subito dopo la sua morte, allorché si scoprì che si trattava di una donna. Il medico Giovanni Bianchi ne scrisse la biografia.

## Biografia

### I primi anni
Figlio di un legnaiolo di origini milanesi, Pietro Vizzani, nulla si sa della sua infanzia, fino ai 14 anni. Giovanni (al tempo chiamato da tutti Caterina) apprese a leggere, scrivere e ricamare. La prima notizia della sua tendenza all'amore per le donne (definita omosessuale dalla gente del tempo, ma in realtà eterosessuale) risale appunto ai 14 anni, quando si recava, la notte, da una sua compagna di ricamo, Margherita.
 Come racconta il suo biografo, il celebre medico e intellettuale Giovanni Bianchi, imprescindibile e unica fonte primaria, «Durò per più di due anni felice tra la "Catterina", e la Malgherita questo amore». Il padre di Margherita scoprì la tresca, minacciando un deferimento per Giovanni (Caterina), che fuggì di casa e, da quel momento, vestì abiti maschili assumendo l'identità appunto di Giovanni Bordoni.

### Vita da uomo
Dopo breve tempo tornò a Roma, dove una sera venne visto girovagare dal canonico di Santa Maria in Trastevere, cui spiegò i suoi modi circospetti con la paura di «andar prigione per certa leggier colpa da lui commessa per conto d'una giovane». Mosso a compassione, l'ecclesiastico diede rifugio al presunto uomo finché, poco dopo, nella sua canonica giunse un perugino in cerca di un servitore. Giovanni partì così per Perugia.
Non trovandosi bene, chiese alla madre un'intercessione presso il canonico di Santa Maria in Trastevere, il cui fratello era governatore di Arezzo. Tramite varie raccomandazioni, Giovanni passò da Arezzo e Borgo San Sepolcro, per essere infine assunto stabilmente «al Servizio del Cavalier Francesco Maria Pucci da Monte Pulciano», governatore («che Vicario in Toscana chiamano») di Anghiari. Pucci apprezzò molto il suo lavoro, perché, scrive il Bianchi, «non era cosa che ad un buon Servidore appartenesse che convenevolmente non facesse, o d'intraprendere non s'argomentasse». Solo una cosa creava grattacapi al Vicario, il comportamento libertino con le donne. Era lo stesso Giovanni a vantarsene, sostenendo al suo medico di aver contratto malattie veneree con le prostitute. Sfidato a duello da un rivale in amore, subì anche una ferita al collo.
Nonostante i vari scandali, Pucci lo tenne con sé per altri tre o quattro anni, portandolo talvolta a Montepulciano, città d'origine del Vicario; per un breve periodo, e per un «accidente» non meglio precisato dal Bianchi, Giovanni passò al servizio del governatore di Montepulciano, tornando poi dal Pucci, i cui incarichi lo condussero presto a Ripafratta. Il Vicario lo portava a Firenze e a Montepulciano, località in cui, ancora una volta, Giovanni si trovò coinvolto in «un grande intrico» con una donna.
Fu un abile seduttore, molto attento alla costruzione del suo aspetto tanto da curare con molta perizia l'uso del proprio linguaggio rendendolo simile a quello di un militare e lasciando persino intuire una generosa dotazione sotto i vestiti (in verità una guaina riempita di cenci).

### Gli ultimi anni, la morte e la biografia del Bianchi

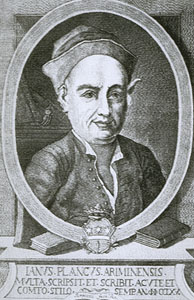
Giovanni Bianchi

Nel 1741 Giovanni alloggiò con il Pucci presso un albergo fiorentino, dove Giovanni Bianchi, che da quell'anno teneva la cattedra di anatomia all'Università di Siena, lo conobbe. Anche in quell'occasione il presunto giovanotto venne ripreso, «perché egli con la Fante dell'Albergo troppo ruzzava». Tornato a Ripafratta, il Pucci lasciava Giovanni solo durante le sue assenze, per evitare altri scandali. A Ripafratta, Giovanni si invaghì della nipote del prete, e la corteggiò, tanto che in breve «l'uno dall'altro ardentemente innamorò». Ottenne da lei il consenso per una fuga a Roma, dove si sarebbero sposati. Giunto così alla casa dell'amata, sull'albeggiare di un giorno del giugno 1743, Giovanni trovò con sorpresa ad attenderla anche la nipote minore, cui la sorella aveva parlato del piano il giorno innanzi. La più giovane, che voleva svincolarsi dalla tutela e dalla rigida sorveglianza dello zio, pretese di venire con loro; altrimenti avrebbe rivelato tutto.
Giovanni accettò, pur consapevole che i cavalli erano solo due, e che ciò avrebbe rallentato il loro viaggio. Seguì così a piedi le sorelle fino a Lucca; noleggiato un calesse, proseguirono a tutta velocità verso Siena, «ma giunti ad un luogo chiamato il Poggetto, poche miglia da Siena lontano», una stanga del calesse cedette. I fuggitivi furono raggiunti a Staggia dal cappellano e dai "famigli" inviati dal sacerdote. Giovanni meditò di consegnarsi e avere una pena ridotta in quanto biologicamente donna; si consegnò così agli inseguitori, ma Miniato, uno dei "famigli", su pressione del cappellano colpì Giovanni alla coscia sinistra con un'archibugiata, ferendo anche un bambino e uccidendo un cane bracco.
Giovanni venne portato all'ospedale di Poggibonsi e poi al Santa Maria della Scala di Siena, dove fece il proprio ingresso «il dì sedici di Giugno dell'anno millesettecento quarantatré, [...] e nel libro de' malati che entrano nell'ospedale si fece notare col nome di Giovanni di Francesco Bordoni Romano libero d'età d'anni ventiquattro». Al servitore del Bianchi, che lo riconobbe, chiese di essere visitato dall'illustre professore, ma questi, pensando fosse un caso poco urgente, se ne dimenticò. La ferita, invece, era grave; il male progredì rapidamente. Prima di morire, Giovanni confidò alla monaca Maria Colomba Castalda, costantemente presente al suo capezzale, di essere nato biologicamente donna:
(G. Bianchi, Breve storia, cit., p. 174.)
Quando il morto fu svestito, si scoprì che era una donna, e la notizia si diffuse rapidamente. Bianchi, rimasto colpito dalla vicenda, cominciò subito a raccogliere materiale per scrivere la biografia di Giovanni/Caterina, viaggiando per la Toscana e mettendo in moto illustri conoscenti, quali Antonio Leprotti, medico personale dei papi Clemente XII e Benedetto XIV. Il 19 settembre 1744 pubblicò a Firenze la Breve storia della vita di Catterina Vizzani, aggirando la censura ecclesiastica con la "falsa data" di Venezia. Nel 1751 uscì a Londra la traduzione inglese di John Cleland, con commenti e modifiche, a cui seguì una ristampa quattro anni più tardi. Nel 1755 apparve a Lipsia la versione tedesca sulla rivista scientifica Allgemeines Magazin der Natur, Kunst und Wissenschaften.